# Перц, Георг Генрих
Гео́рг Ге́нрих Перц (нем. Georg Heinrich Pertz; 28 марта 1795, Ганновер — 7 октября 1876, Мюнхен) — немецкий историк.

## Биография
Родился в Ганновере в семье переплётчиков Кристиана Августа Пертца и Генриетты Юстины Деппен.
В 1813—1818 годах учился в Гёттингенском университете. В это время начал интересоваться историей европейского средневековья. В 1820 году барон фон Штейн привлёк его к работе с каролингскими хрониками. Собирая материалы для этой работы, Перц много ездил по Германии и Италии. Одновременно, в 1821 году он был назначен секретарём государственных архивов Ганновера, а в 1827 году — главным хранителем Ганноверской библиотеки. С 1826 года Перц занимался публикацией документов германской истории в серии «Monumenta Germaniae Historica» и к 1874 году выпустил 24 крупноформатных тома, заложивших основу истории средневековой Германии.
Вместе с тем Перц никогда не стоял в стороне от современной жизни: в 1832—1837 годах он редактировал газету «Hannoverische Zeitung», написал шеститомную биографию своего наставника фон Штейна (нем. Leben des Ministers Freiherrn vom Stein; 1849—1855). В 1845 году он перебрался в Берлин, где вскоре был избран в Академию наук.